# Hodierna av Jerusalem

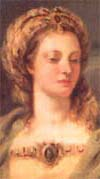
Hodierna av Jerusalem.

Hodierna av Jerusalem, född omkring 1110, död omkring 1164, var en grevinna av Tripoli (Tripolis), gift med greve Raymond II av Tripoli. Hon var regent i Tripoli som förmyndare för sin son Raymond III av Tripoli från 1152 till 1155.

## Biografi
Hodierna var dotter till kung Balduin II av Jerusalem och Morphia de Melitene och var den tredje av fyra döttrar. Hennes äldre systrar var Melisende av Jerusalem (hustru till Fulk av Jerusalem) och Alice av Antiochia (hustru till Bohemund II av Antiochia), och hennes yngre syster var Ioveta (Abbedissa i Betania).
Hodierna blev gift med Raymond II av Tripoli omkring år 1135. Äktenskapet var olyckligt, då Hodierna var en självständig och vacker kvinna och Raymond var svartsjuk och försökte låsa in henne. Hennes dotter Melisende av Tripoli ryktades ha en annan biologisk far än Raymond. Hodierna stod mycket nära sin syster drottning Melisende, och sägs ha övertalat Melisende att låta döda greve Alfons av Toulouse, då han 1148 kom för att göra anspråk på grevskapet Tripoli. Hodierna stödde även Melisende i dennas konflikt med sin son Balduin III av Jerusalem, 1150–1152.
År 1152 kom det till öppen konflikt mellan Hodierna och hennes make, och Hodierna lämnade Raymond och sökte sin tillflykt hos Melisende. Hon följde Melisende till Nablus, där Melisende hon bosatte sig efter att hon 1152 blev avsatt. I Nablus manipulerade systrarna gemensamt valet av den nye latinska patriarken. År 1152 avled Raymond, och Hodierna återvände till Tripoli, där hon tog makten som förmyndare för sin son. Hon lyckades med hjälp av en allians med sin systerson Balduin III förhindra en muslimsk erövring av Tripoli strax efter Raymond III:s död.
År 1155 blev hennes son myndigförklarad och Hodierna avgick som regent och bosatte sig med sin syster Melisende i Nablus. Hon avled efter Melisendes död 1162, troligen omkring 1164.
Hodierna var känd för sin skönhet, som ska ha inspirerat trubaduren Jaufré Rudel till hans visor om den avlägsna kärleken. 